# Protohydnum sclerodontium
Protohydnum sclerodontium är en svampart som först beskrevs av Berk. & Mont., och fick sitt nu gällande namn av Hjortstam & Spooner 1990. Protohydnum sclerodontium ingår i släktet Protohydnum, ordningen Auriculariales, klassen Agaricomycetes, divisionen basidiesvampar och riket svampar.   Inga underarter finns listade i Catalogue of Life.